# Press It Up
Press It Up è una canzone reggae di Sean Paul, estratta come secondo singolo dall'album Imperial Blaze. Il singolo è stato pubblicato il 4 agosto 2009.

## Video
Il video musicale prodotto per Press It Up è stato diretto da Jessy Terrero ed è stato presentato il 9 settembre 2009.

## Tracce
Promo - CD-Single Atlantic - (Warner)
1. Press It Up – 3:43

## Classifiche
| Classifica (2009/2010) | Posizione più alta |
| ---------------------- | ------------------ |
| Belgio (Fiandre)       | 18                 |
| Belgio (Vallonia)      | 18                 |
| Canada                 | 64                 |
| Francia                | 40                 |